# Севериновка (Сумская область)
Севериновка (укр. Северинівка) — село,
Севериновский сельский совет,
Сумский район,
Сумская область,
Украина.
Код КОАТУУ — 5924786901. Население по переписи 2001 года составляло 418 человек.
Является административным центром Севериновского сельского совета, в который, кроме того, входят сёла
Васюковщина,
Вербовое,
Гриценково,
Линтваровка,
Марьевка,
Надьярное,
Перекрестовка,
Скляровка,
Соколиное,
Софиевка,
Стеценково
и посёлок
Рогозное.

## Географическое положение
Село Севериновка находится на расстоянии до 1 км от сёл Марьевка, Васюковщина и посёлок Рогозное.
По селу протекает пересыхающий ручей с запрудой.
Рядом проходит автомобильная дорога Р-44.

## История
- Село Севериновка основано в первой половине XVIII века.
- Вблизи села Севериновка обнаружен курган и курганный могильник.